# 蘭維克灣
69°0′S 77°40′E / 69.000°S 77.667°E
蘭維克灣是南極洲的海灣，位於普里茲灣東南部，處於勞爾群島南部，寬約28公里，該海灣在1935年2月由挪威的探險隊發現，以探險隊的資助者命名。